# Hans van der Togt (danser)
Hans van der Togt (Den Haag, 30 december 1934 – Harlingen, 5 maart 2013) was een Nederlands danser en schrijver.
Tussen 1956 en 1959 was Van der Togt verbonden aan het Nederlands Ballet. In 1959 behoorde hij tot de oprichters van het Nederlands Dans Theater, waarbij hij tot 1961 zou blijven optreden.
Tot de voorstellingen waarin Van der Togt optrad behoren De disgenoten uit 1958 (met choreografie van Rudi van Dantzig) en Feestgericht in 1959 (met choreografie van Hans van Maanen). 